# Cancionera tour
«Cancionera Tour» es la próxima gira musical de la cantautora mexicana Natalia Lafourcade, en promoción de su primer álbum en vivo titulado Natalia Lafourcade: Live at Carnegie Hall. Tendrá inicio el 23 de abril de 2025 en Xalapa, México, se prevé que la gira se extienda durante 2025 y parte de 2026.

## Antecedentes
El 13 de enero de 2025, Natalia hizo publico la nueva gira planificada para 2025 y 2026,donde promocionaría tanto su más reciente ábum en vivo Natalia Lafourcade: Live at Carnegie Hall como su álbum de estudio de todas las flores.Semanas después, el 3 de febrero añadió más fechas en Estados Unidos y Canadá.
El 5 de febrero, lanzó el sencillo «amor clandestino (acústico)», en colaboración con Israel Fernández y Diego del Morao, posteriormente, el 21 de febrero, anunció el lanzamiento de su siguiente sencillo el cual llevaría el título «cancionera» para el día 27 del mismo mes.

## Fechas
| N.º | Fecha                    | Ciudad           | País           | Recinto                                       | Ref.   |
| --- | ------------------------ | ---------------- | -------------- | --------------------------------------------- | ------ |
| 1   | 23 de abril de 2025      | Xalapa           | México         | Teatro del estado "Gral. Ignacio de la Llave" | [ 3 ]  |
| 2   | 24 de abril de 2025      | Xalapa           | México         | Teatro del estado "Gral. Ignacio de la Llave" | [ 3 ]  |
| 3   | 26 de abril de 2025      | Monterrey        | México         | Auditorio citiBanamex                         | [ 7 ]  |
| 4   | 30 de abril de 2025      | Querétaro        | México         | Auditorio Josefa Ortiz de Domínguez           | [ 8 ]  |
| 5   | 2 de mayo de 2025        | Ciudad de México | México         | Teatro Metropólitan                           | [ 9 ]  |
| 6   | 4 de mayo de 2025        | Guadalajara      | México         | Auditorio Telmex                              |        |
| 7   | 8 de mayo de 2025        | Toluca           | México         | Teatro Morelos                                |        |
| 8   | 10 de mayo de 2025       | Tijuana          | México         | Audiorama El Trompo                           |        |
| 9   | 15 de mayo de 2025       | Puebla           | México         | Auditorio del Complejo Cultural Universitario |        |
| 10  | 17 de mayo de 2025       | Mérida           | México         | Foro GNP Seguros                              |        |
| 11  | 30 de mayo de 2025       | Dallas           | Estados Unidos | Margot and Bill Winspear Opera House          |        |
| 12  | 3 de junio de 2025       | McAllen          | Estados Unidos | McAllen Performing Arts Center                |        |
| 13  | 5 de junio de 2025       | Austin           | Estados Unidos | Austin City Limits Live at The Moody Theater  |        |
| 14  | 7 de junio de 2025       | Houston          | Estados Unidos | The Hobby Center for the Performing Arts      |        |
| 15  | 10 de junio de 2025      | Denver           | Estados Unidos | Paramount Theatre                             |        |
| 16  | 12 de junio de 2025      | Kansas City      | Estados Unidos | Kauffman Center for the Performing Arts       |        |
| 17  | 14 de junio de 2025      | Chicago          | Estados Unidos | Chicago Theatre                               |        |
| 18  | 19 de junio de 2025      | Newark           | Estados Unidos | New Jersey Performing Arts Center             |        |
| 19  | 21 de junio de 2025      | Boston           | Estados Unidos | Boch Center - Shubert Theatre                 |        |
| 20  | 26 de junio de 2025      | Montreal         | Canadá         | Salle Wilfrid-Pelletier                       | [ 10 ] |
| 21  | 9 de septiembre de 2025  | Ciudad de México | México         | Auditorio Nacional                            |        |
| 22  | 11 de septiembre de 2025 | Ciudad de México | México         | Auditorio Nacional                            |        |
| 23  | 13 de septiembre de 2025 | Las Vegas        | Estados Unidos | Myron's at The Smith Center                   |        |
| 24  | 20 de septiembre de 2025 | San José         | Estados Unidos | San Jose Civic                                |        |
| 25  | 25 de septiembre de 2025 | Seattle          | Estados Unidos | Paramount Theatre                             |        |
| 26  | 17 de octubre de 2025    | Washington D. C. | Estados Unidos | The Kennedy Center                            |        |
| 27  | 19 de octubre de 2025    | Atlanta          | Estados Unidos | Tabernacle                                    |        |
| 28  | 23 de octubre de 2025    | Orlando          | Estados Unidos | Dr. Phillips Center for the Performing Arts   |        |
| 29  | 25 de octubre de 2025    | Miami            | Estados Unidos | Adrienne Arsht Center for the Performing Arts |        |